# Valley Head (Virginia Occidental)
Valley Head es un lugar designado por el censo ubicado en el condado de Randolph en el estado estadounidense de Virginia Occidental. En el Censo de 2010 tenía una población de 267 habitantes y una densidad poblacional de 105,73 personas por km².

## Geografía
Valley Head se encuentra ubicado en las coordenadas 38°32′50″N 80°1′55″O / 38.54722, -80.03194. Según la Oficina del Censo de los Estados Unidos, Valley Head tiene una superficie total de 2.53 km², de la cual 2.53 km² corresponden a tierra firme y (0%) 0 km² es agua.

## Demografía
Según el censo de 2010, había 267 personas residiendo en Valley Head. La densidad de población era de 105,73 hab./km². De los 267 habitantes, Valley Head estaba compuesto por el 100% blancos, el 0% eran afroamericanos, el 0% eran amerindios, el 0% eran asiáticos, el 0% eran isleños del Pacífico, el 0% eran de otras razas y el 0% pertenecían a dos o más razas. Del total de la población el 0% eran hispanos o latinos de cualquier raza.